# Namenszusatz „-Emden“

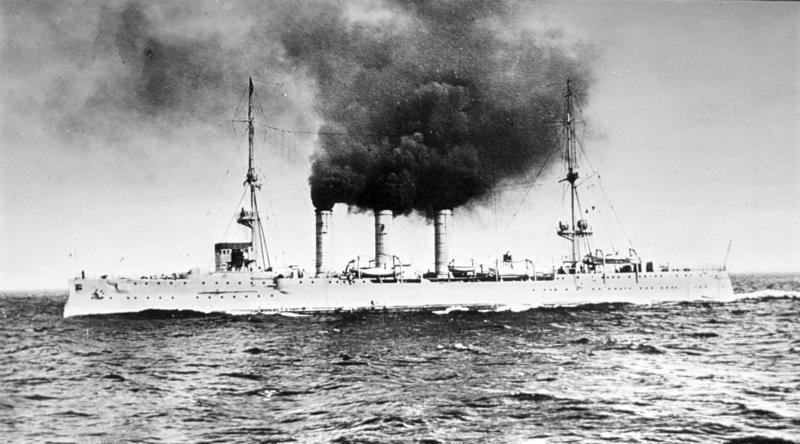
Die SMS Emden I, Namensgeberin des Zusatzes „-Emden“.

Der Namenszusatz „-Emden“ leitet sich von dem Namen des Kleinen Kreuzers Emden der Deutschen Kaiserlichen Marine ab.

## Geschichte
Die Indienststellung der SMS Emden erfolgte im Juli 1909, Namensgeber war die Stadt Emden. Bekanntheit erlangten Schiff und Besatzung während des Ersten Weltkrieges durch seine Kaperfahrten. In einem Zeitraum von nur zwei Monaten versenkte der Kreuzer 23 gegnerische Schiffe, schonte dabei aber die Besatzungen. Nach dem Gefecht bei den Kokosinseln am 9. November 1914 wurde sie durch ihren Kommandanten, Kapitän zur See Karl von Müller, auf ein Korallenriff gestrandet, damit die Überlebenden möglichst eine Chance auf Rettung hatten. Von den 361 Mann Besatzung starben 136 Seeleute. 50 konnten entkommen und erreichten teils auf abenteuerlichen Wegen die Heimat, die anderen wurden von der Besatzung des gegnerischen Kriegsschiffs Sydney gerettet und gefangen genommen. Die Geschichte des Landungszuges der SMS Emden wurde 2013 in dem Film Die Männer der Emden als Zweiteiler für das Fernsehen und in einer gekürzten Fassung für das Kino verfilmt.
Die Leistungen von Mannschaft und Schiff wurden zu damaliger Zeit als derart außergewöhnlich eingestuft, dass Überlebenden des letzten Gefechts der SMS Emden sowie später auch Angehörigen von verstorbenen Besatzungsmitgliedern die Möglichkeit eingeräumt wurde, den Namen des Schiffes als ehrenvollen, vererbbaren Namenszusatz „-Emden“ anzunehmen. Auch die Witwe des 1923 verstorbenen letzten Kommandanten der SMS Emden,  Karl von Müller, nahm den Zusatz -Emden an und nannte sich fortan von Müller-Emden.

## Emden-Familie
Waren es zuerst die Besatzungsmitglieder, so treffen sich nun einige derer Nachfahren seit 1924, mit Unterbrechung in den Jahren 1939 bis 1945, zumeist einmal jährlich als „Emden-Familie“.

## Beispiele
- Georg Zimmer-Emden (1890–1963), Deckoffizier der SMS Emden und Mainzer Karnevalist
- Franz Joseph von Hohenzollern-Emden (1891–1964), Torpedooffizier der SMS Emden
- Annette Lehnigk-Emden (* 1961), Präsidentin des Bundesamtes für Ausrüstung, Informationstechnik und Nutzung der Bundeswehr
- Emden (Begriffsklärung) für eine umfassende Liste

## Namensträger ohne Bezug zurSMS Emden
Im Falle von Eduard von der Schulenburg-Emden bezieht sich der Namenszusatz nicht auf den Kleinen Kreuzer SMS Emden, sondern auf das Rittergut Emden in der Magdeburger Börde.
„Dr. Klinker-Emden“ war eine Figur in Donnerlippchen – Spiele ohne Gewähr.